# Singapora karnatakana
Singapora karnatakana är en insektsart som beskrevs av Chandrasekhara A. Viraktamath och Irena Dworakowska 1979. Singapora karnatakana ingår i släktet Singapora och familjen dvärgstritar. Inga underarter finns listade i Catalogue of Life.